# Władysław Niedoba (polityk)
Władysław Niedoba (czes. Vladislav Niedoba; ur. 10 maja 1950 w Jabłonkowie) – polski inżynier i działacz społeczny na Śląsku Cieszyńskim, poseł do Czeskiej Rady Narodowej (1976–1990) i Zgromadzenia Federalnego Czechosłowacji (1990–1992), obecnie jeden z liderów Ruchu Politycznego "Wspólnota". 

## Życiorys
Ukończył szkołę średnią ze specjalnością elektromontera. Pracował w zawodzie najpierw w Ostrawie (do 1972), a później w Trzyńcu. W 1976 uzyskał mandat posła do Czeskiej Rady Narodowej jako bezpartyjny przedstawiciel Zaolzia (ponownie wybierany w latach 1981 i 1986). W pierwszych wolnych wyborach w 1990 z powodzeniem kandydował do Izby Ludowej Zgromadzenia Federalnego w kraju zachodniosłowackim z listy koalicji skupiającej mniejszości narodowe (w tym polskie stowarzyszenie "Wspólnota"). 
Obecnie działa w Ruchu Politycznym Coexistentia skupiającym mniejszości narodowe Czech. W wyborach z października 2008 kandydował do sejmiku śląsko-morawskiego z ramienia koalicyjnej listy OK tworzonej przez SNK Evropští demokraté oraz Coexistentię.